# Mario Karelly
Mario Karelly (23 luglio 1992) è un ex sciatore alpino austriaco.

## Biografia
Originario di Gai e attivo in gare FIS dal gennaio del 2008, Mario Karelly ha esordito in Coppa Europa il 9 novembre 2009 partecipando al supergigante tenutosi sulle nevi di Reiteralm e giungendo 37º. Il 28 novembre 2012, sullo stesso tracciato, ha conquistato in discesa libera il suo primo podio nel circuito continentale, piazzandosi 2º dietro al compagno di squadra Daniel Danklmaier. Karelly ha gareggiato prevalentemente in Coppa Europa, ottenendo l'ultimo podio il 2 febbraio 2016 a Sarentino in discesa libera (2º); la sua ultima gara nel circuito, nonché ultima gara in carriera, è stata la discesa libera disputata l'11 marzo 2016 a Saalbach-Hinterglemm (7º). Non ha mai esordito in Coppa del Mondo né preso parte a rassegne olimpiche o iridate.

## Palmarès

### Coppa Europa
- Miglior piazzamento in classifica generale: 28º nel 2015
- 4 podi:
  - 3 secondi posti
  - 1 terzo posto

### Campionati austriaci
- 2 medaglie[1]:
  - 1 argento (discesa libera nel 2015)
  - 1 bronzo (supergigante nel 2014)

### Campionati austriaci juniores
- 4 medaglie[1]:
  - 3 ori (supergigante nel 2009; discesa libera nel 2012; discesa libera nel 2013)
  - 1 bronzo (slalom gigante nel 2009)